# Boath House

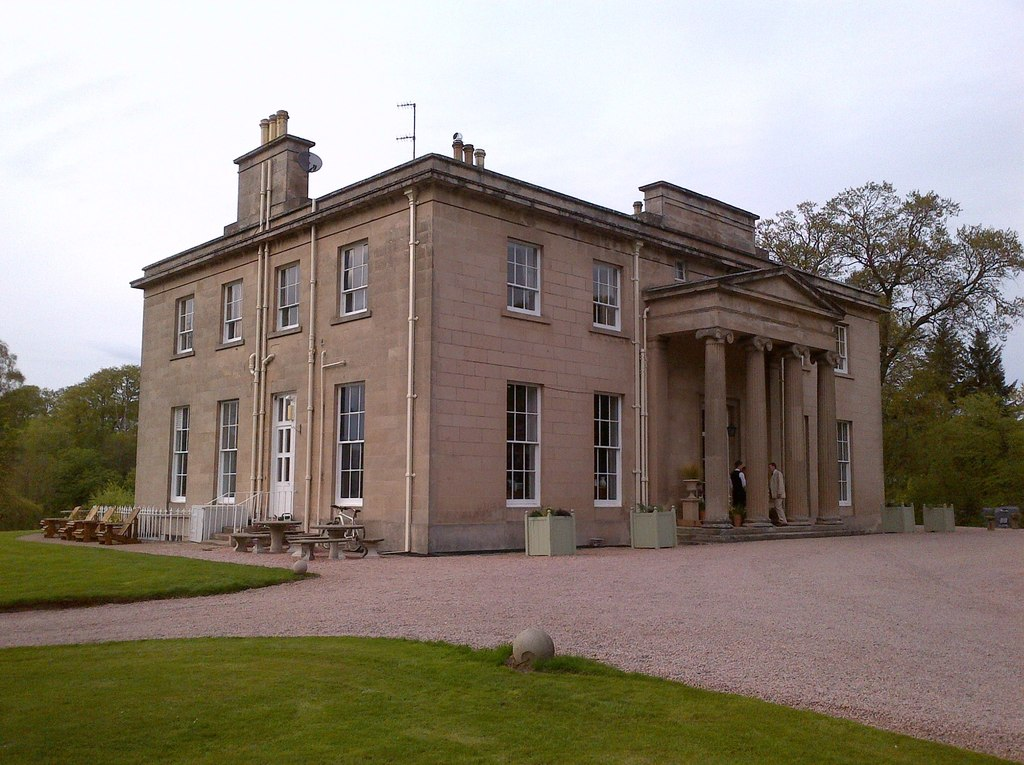
Boath House

Boath House ist ein Herrenhaus in der schottischen Ortschaft Auldearn in der Council Area Highland. 1971 wurde das Bauwerk in die schottischen Denkmallisten in der höchsten Denkmalkategorie A ausgenommen. Der zugehörige Gutshof ist separat als Kategorie-B-Denkmal geschützt.

## Geschichte
Seit dem mittleren 16. Jahrhundert zählte das Anwesen zu den Besitztümern des Clans Dunbar, welcher dort das Great Stane House unterhielt. Am Standort wurde Boath House um 1830 errichtet. Den Entwurf hatte der in Aberdeen ansässige schottische Architekt Archibald Simpson bereits 1827 fertiggestellt. Bauherr war James A. Dunbar.
Teile des Anwesens gehören zum Schlachtfeld der Schlacht von Auldearn, bei der sich im Mai 1645 Truppen der Covenanters und schottische Royalisten gegenüberstanden. Das Schlachtfeld ist als Bodendenkmal geschützt.

## Beschreibung
Boath House steht isoliert am Nordrand von Auldearn abseits der A96. Das zweigeschossige Herrenhaus ist nüchtern klassizistisch gestaltet. Das Mauerwerk besteht aus polierten Steinquadern, die auf einem Steinbruch auf dem Anwesen gebrochen wurden. Die südostexponierte Hauptfassade ist fünf Achsen weit. Mittig tritt ein tetrastyler ionischer Portikus mit gekehltem Architrav heraus. Unterhalb des schiefergedeckten Plattformdachs läuft ein Kranzgesims um. Aus der rückwärtigen Fassade tritt eine gerunde Auslucht heraus. Die Südfassade ist vier, die Nordfassade drei Achsen weit.
Der Gutshof wurde vermutlich ebenfalls von Simpson entworfen. Er umfasst Stallungen, Remisen, ein Hühnerhaus sowie eine Scheune. Das Mauerwerk des Komplexes besteht aus Bruchstein mit Natursteineinfassungen. Die ostexponierte Hauptfassade der zweigeschossigen Stallungen ist acht Achsen weit. Die Tore sind in segmentbogigen Aussparungen eingelassen, während die Fenster des Obergeschosses segmentbogig ausgeführt sind. Das Mauerwerk des zweigeschossigen Remisenkomplexes besteht aus einem Schichtenmauerwerk aus grob behauenem Bruchstein. Die Eingänge und Fenster sind segmentbogig ausgeführt. Im Obergeschoss sind kleinere neunteilige Sprossenfenster eingelassen, während im Erdgeschoss zwölfteilige Fenster eingesetzt sind. Das Gebäude schließt mit einem schiefergedeckten Walmdach.